# Bédeilhac-et-Aynat

Bédeilhac-et-Aynat este o comună în departamentul Ariège din sudul Franței. În 1 ianuarie 2022 avea o populație de 195 de locuitori.